# Soweto

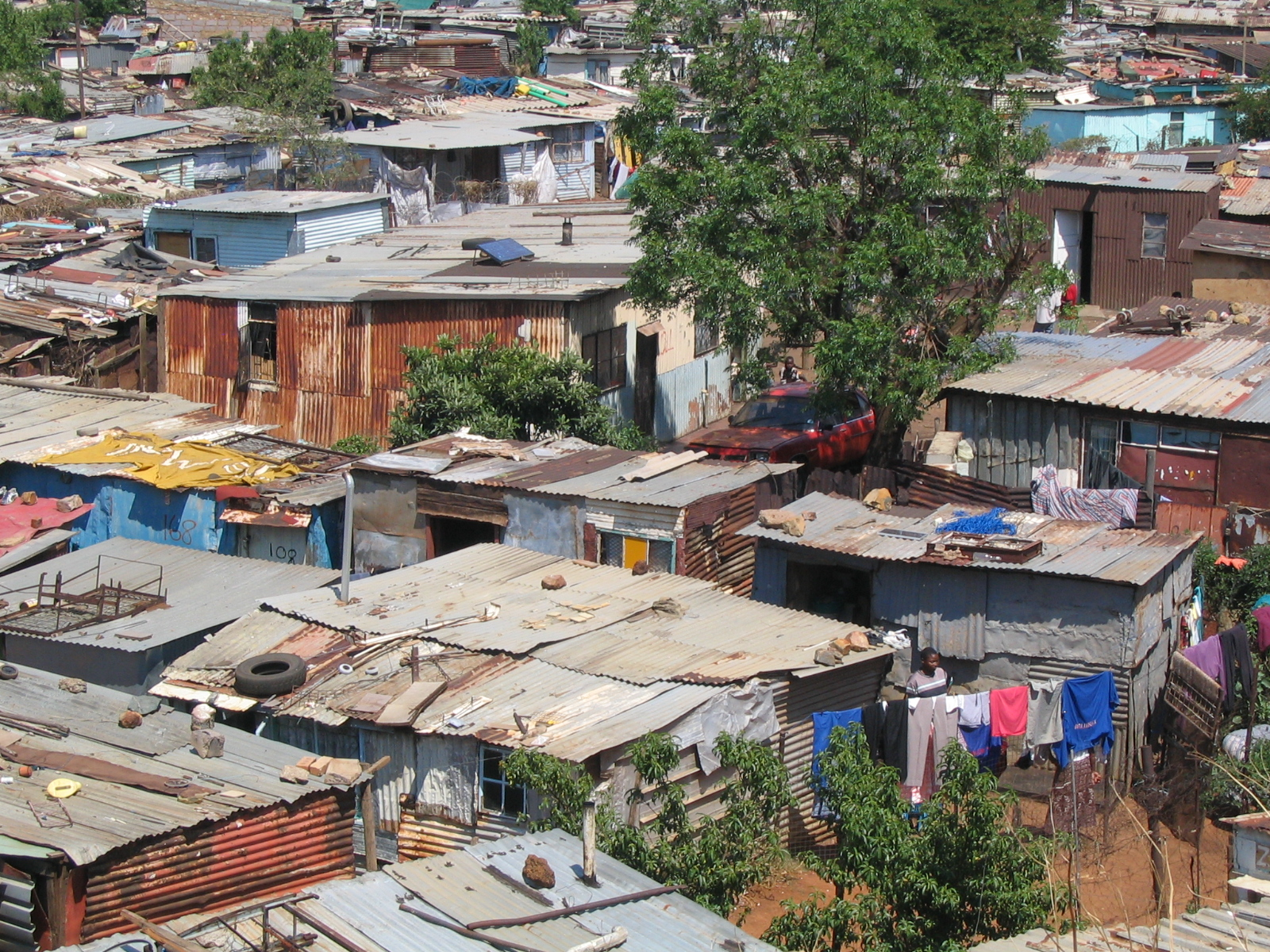
Township in Soweto

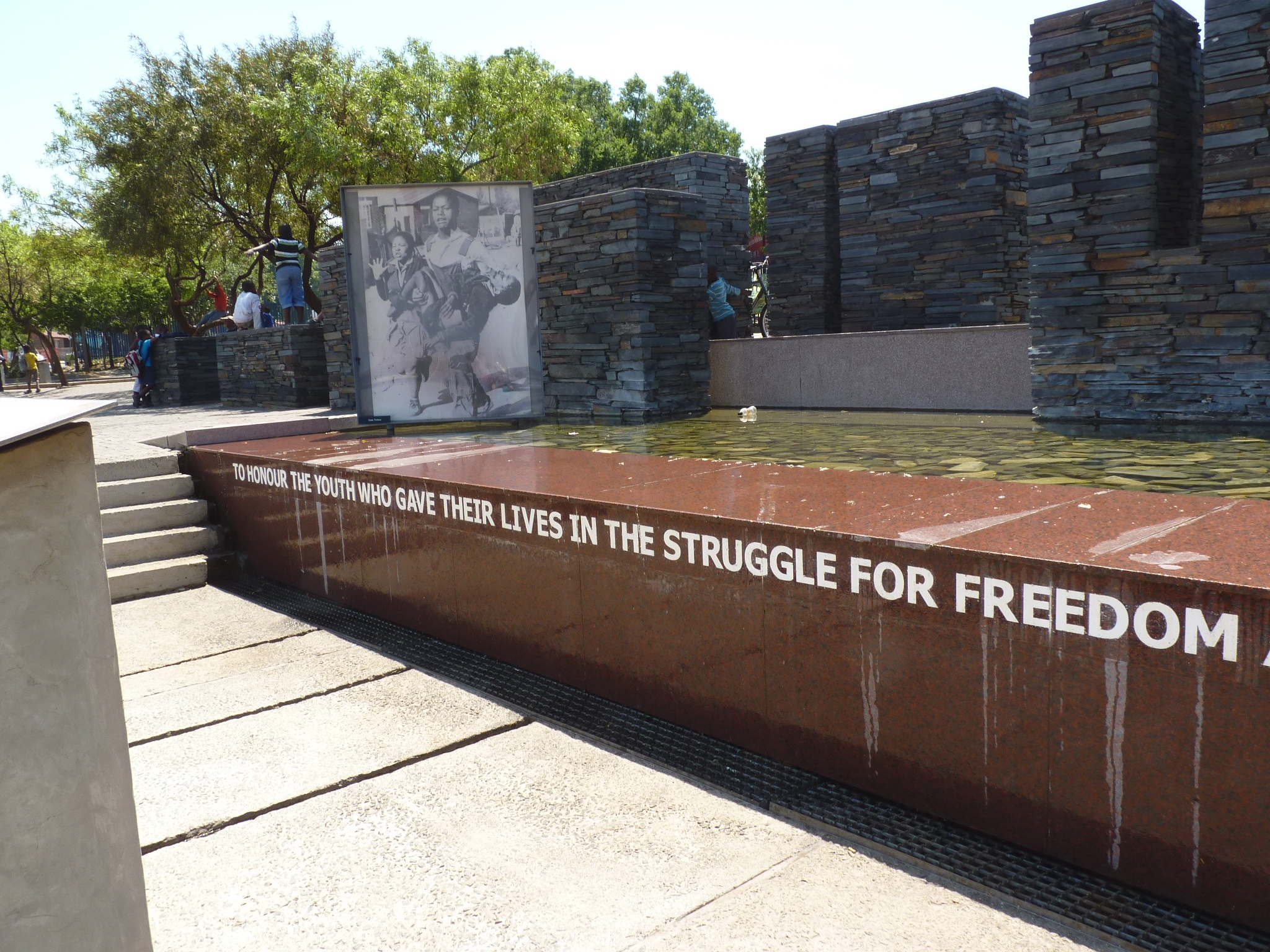
Die Gedenkstätte Hector Pieterson Memorial

Soweto (offizieller Name; kurz für South Western Townships, deutsch etwa „Südwestliche Vororte“) war ein 1963 administrativ vollzogener Zusammenschluss zahlreicher Townshipssiedlungen im Südwesten der südafrikanischen Industriemetropole Johannesburg. Von 1983 bis 2002 war Soweto eine eigenständige Stadt. Seit 2002 gehört es zur Metropolgemeinde City of Johannesburg.
Soweto gilt seit dem Aufstand in Soweto 1976 als Symbol des Widerstandes in der Apartheidsära.

## Geographie
Der geographische Mittelpunkt Sowetos ist rund zwölf Kilometer vom Stadtzentrum (CBD) Johannesburgs entfernt.
Die Einwohnerzahl betrug 2011 nach offiziellen Angaben 1.271.628 (Volkszählung 2011). Inoffizielle Schätzungen gehen jedoch von einer heutigen Einwohnerzahl von 3,5 Millionen Menschen auf 130 km² Fläche aus. Damit ist es faktisch die bevölkerungsreichste Stadt des südlichen Afrikas.

## Stadtgliederung
Soweto besteht aus rund 30 Townships. In alphabetischer Reihenfolge sind das: Bram Fisherville, Chiawelo, Diepkloof, Dobsonville, Dlamini (auch: Dhlamini), Dube, Emdeni, Jabavu, Jabulani, Killarney, Klipspruit, Mapetla, Meadowlands, Mofolo, Molapo, Moletsane, Moroka, Mzimhlophe, Naledi, Orlando, Phefeni, Phiri, Phomolong, Pimville, Protea, Protea Glen, Senaoane, Snake Park, Tladi, White City, Zola und Zondi. Gelegentlich werden davon abweichende Einteilungen genannt. Die Herkunft der Namen zeigt gelegentlich an, für welche Südafrikaner das Township gedacht war. So stammen etwa die Wörter Naledi („Stern“) und Phomolong („Ort des Ausruhens“) aus dem Sesotho.

## Geschichte

### Vorbedingungen der Siedlungsbildung von Soweto
Als Ausgangspunkt zur Errichtung der südwestlichen Townshipsiedlungen Johannesburgs wird eine im Jahre 1900 erfolgte Deklaration angenommen, nach der die innerstädtische Siedlung Burghersdorp und die angrenzende Indian Location zum Insanitary Area (deutsch wörtlich: unhygienisches Gebiet; gemeint ist: Gebiet mit sanitärer Unter(Nicht-)versorgung) erklärt wurde. 1902 setzen die Behörden eine Kommission zur Untersuchung jener Quartiere ein, die offiziell Verbesserungsvorschläge für die bestehenden sanitären Verhältnisse erarbeiten sollte. Der Johannesburger Stadtrat (Johannesburg City Council) sah in dem zentrumsnahen Gebiet jedoch ein Areal, das als Slumgebiet an dieser Stelle viel zu wertvoll sei und hatte bereits im September 1903 die Enteignung der Grundstücksbesitzer vollzogen. Es fehlte bisher nur ein Plan, in welchem Stadtgebiet die 1600 indischen und 1400 schwarzen Einwohner neu angesiedelt werden konnten. Als im März 1904 in den Johannesburger Slums Coolie Location, Kaffir Location sowie Brickfields (später Burghersdorp, heute Stadtteil Newtown) die ansteckende Beulenpest ausbrach, gewann der Umsiedlungsplan eine zwangsläufige Dynamik. Die hier lebende arme Bevölkerung bestand aus Europäern, Schwarzen, Indern und Coloureds.

### Frühe Suburbanisierungsprozesse in Johannesburg
Die ersten Umsiedlungsaktionen von Bewohnern der betroffenen Stadtquartiere (Brickfields), von denen die Arbeitsfähigen meistens im Goldbergbau arbeiteten, gingen auf das Gebiet des späteren Sowetos zur damaligen Farm Kliptown in eine ärmliche Hüttensiedlung, als health camp (deutsch: Gesundheitslager) bezeichnet, unweit einer Abwasseranstalt (Klipspruit Sewage Farm). Hier hatte die Johannesburger Stadtverwaltung Verrieselungsanlagen eingerichtet. Teile der damaligen Siedlung Kliptown sind 1934 in Pimville umbenannt worden (nach James Howard Pim, einem Johannesburger city councillor von 1903 bis 1907).
Es folgten 1904 auf den Arealen der früheren Farmen Doornkop, Diepkloof, Klipspruit und Vogelstruisfontein weitere Ansiedlungen armer Bevölkerungsteile aus Johannesburg. Die innerstädtischen Behausungen im Gebiet der Indian Location brannten durch ein Feuer nieder. Der endgültige Hausbau für die suburbane Bevölkerungsverschiebung begann auf den Flächen von Klipspruit. Seit 1904 rekrutierte die Johannesburger Bergbauindustrie ihren Hauptbedarf (teilweise nahezu 90 Prozent) an einfachen Arbeitern über mosambikanische Migranten, später auf der Basis der Transvaal-Mozambique Convention politisch untermauert.
Eine zweite Etappe vollzog sich mit der Errichtung von einfachen Häusern auf einem Gelände, das Orlando genannt wurde. Dieses Areal erhielt 1935 seinen Namen nach einem früheren Bürgermeister Johannesburgs, Edwin Orlando Leaky. Orlando ist heute einer der größten Stadtteile von Soweto und besteht aus zwei Bereichen, Orlando West und Orlando East, die beidseits der vierspurigen Schnellstraße Klipspruit Valley Road liegen. Orlando entstand in den 1930er Jahren, als die Johannesburger Administration begann, die Stadtbevölkerung nach rassistisch motivierten Gesichtspunkten zu verteilen. Das geschah meist durch gewaltsame Umsiedlungsaktionen der nichteuropäischen Bevölkerungsanteile aus dem Stadtzentrum und den bisherigen Townshipsiedlungen Sophiatown (Western Native Township), Martindale und Newclare. 1932 eröffnete hier eine erste ärztliche Versorgungsstation für die hiesige Bevölkerung. In der Siedlung herrschten zu dieser Zeit Überbevölkerung und unhygienische Lebensverhältnisse.

### Siedlungserweiterungen in den 1940er Jahren

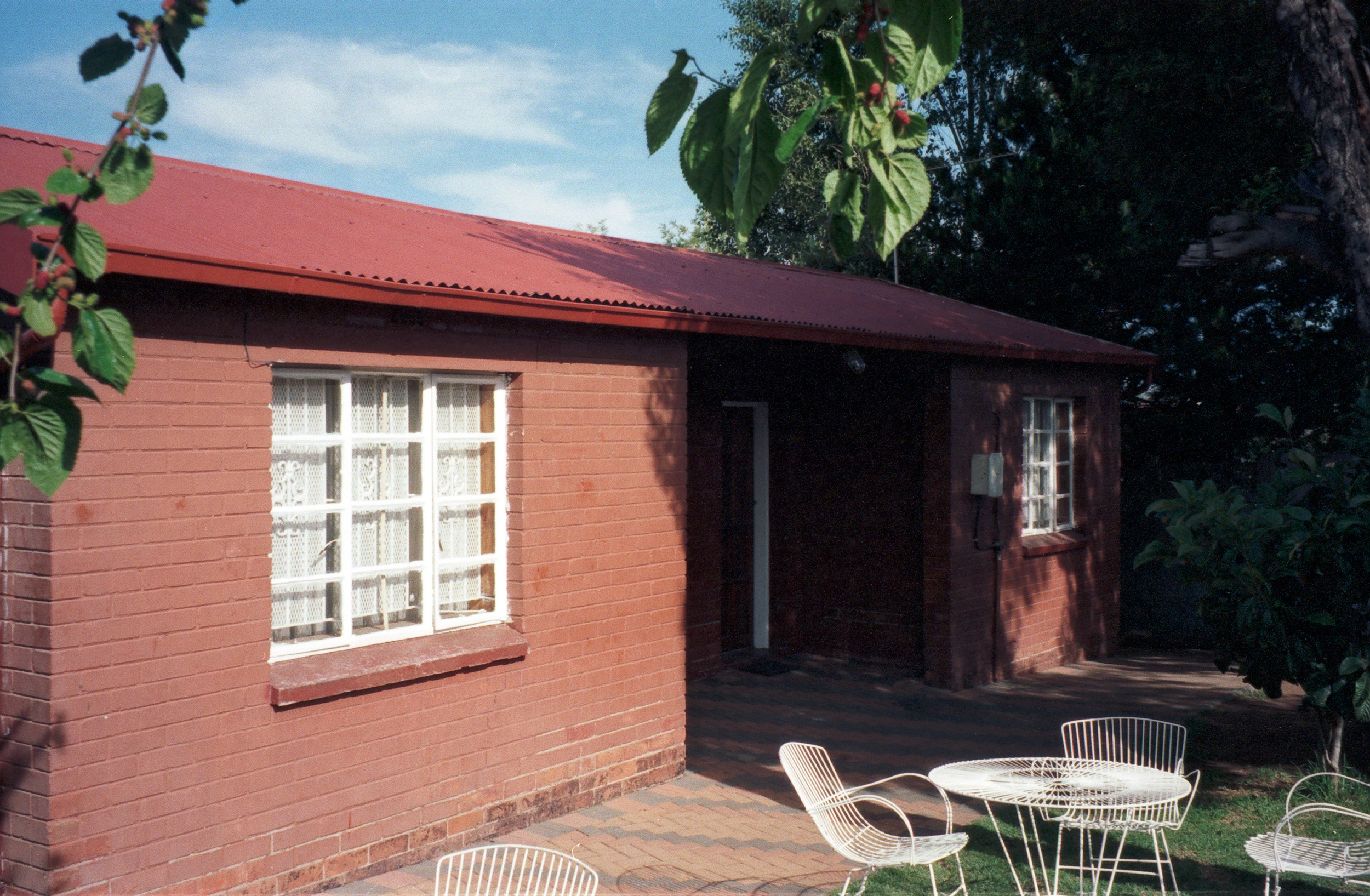
Soweto, Orlando West, 8115 Vilakazi Street, ehemaliges Wohnhaus von Nelson Mandela (Aufnahme Oktober 1997)

Im Zuge des Zweiten Weltkriegs errichtete man bei Orlando das Imperial Military Hospital, wo viele britische Soldaten wegen Tuberkuloseerkrankungen behandelt wurden. Das Krankenhaus benannte man später in Baragwanath Hospital um.
Um 1944 wanderten auf Initiative des politischen Landlosenaktivisten James Mpanza 20.000 Squatter in das Areal um Orlando ein. Deren informelle Siedlungen begünstigten die Bevölkerungszunahme in diesem Areal und konzentrierten sich hauptsächlich auf Orlando West. Allerdings wurde schon 1945 das erste gebildete Squattercamp durch die Behörden aufgelöst.
Ein Notfalllager mit der Bezeichnung Shantytown (wörtlich: „Barackenstadt“) errichteten die Behörden im Jahre 1944. Weitere Lager für Landlose kamen 1946 als Moroka Emergency Camp und Central Western Jabavu hinzu. In Moroka entstand 1947 eine Klinik. Die medizinische Versorgung im wachsenden Ballungsraum Johannesburg wurde zunehmend schwieriger. Deshalb übernahm die Verwaltung von Transvaal das Baragwanath Hospital und verlegte die medizinische Betreuung für die schwarze Bevölkerung Johannesburgs vom Johannesburg Hospital in diese Einrichtung. Mit damals 480 Betten galt es als Krankenhaus der Schwerpunktversorgung in Transvaal und ist seither das größte auf dem afrikanischen Kontinent.

### „Soweto“-Siedlungen zu Beginn der Apartheid
Nach dem Wahlsieg der Nasionale Party im Jahre 1948 wurde das Siedlungsgebiet im Südwesten Johannesburgs nach den Zielen der programmatisch rassistischen Segregationspolitik zielgerichtet erweitert. Das Council for Scientific and Industrial Research (deutsch etwa: „Rat für wissenschaftliche und industrielle Forschung“) und das National Building Research Institute (deutsch etwa: „Nationales Bauforschungsinstitut“) entwickelten ein Siedlungsmodell mit 4-Raum-Häusern auf Niedrigkostenbasis nach einem standardisierten Architektenentwurf. Diese Bauweise prägte später das Siedlungsbild Sowetos.
Ernest Oppenheimer besuchte 1950 die Siedlung Orlando. Von den inakzeptablen Lebensumständen der Bewohner schockiert, verhandelte er ein Abkommen mit der Stadtverwaltung, in dessen Ergebnis Oppenheimer ein Darlehen im Umfang von sechs Millionen Rand für den Hausbau zur Verfügung stellte und die Stadt sich zur Rückzahlung innerhalb von 30 Jahren verpflichtete. Schließlich wurden in fünf Jahren auf dieser Basis 24.000 Hauseinheiten errichtet.
Auf dem Congress of the People kam es am 26. Juni 1955 in Kliptown zur Verabschiedung eines Antiapartheid-Papieres, Freedom Charter genannt, das künftig eine zentrale Grundlage im Ringen um die Gewährleistung bzw. Wiederherstellung von Menschenrechten im Land bildete.
In Dube wurde 1955 ein Hostel (Herberge) eröffnet, das zur Aufnahme von Arbeitsmigranten diente. Hier lebten nun männliche Arbeitskräfte, die meist im Dienstleistungssektor für die Wohnungsreinigung tätig waren und infolge des Natives (Urban Areas) Amendment Act (No. 12 / 1955) aus den Innenstadtbereichen vertrieben worden waren. Das Hostel-Modell wurde in den folgenden Jahrzehnten in den industriellen Ballungsräumen extensiv ausgeweitet und trug auf diese Weise zur Zuspitzung spezifischer sozialer Problemlagen bei.
1956 besuchte Oppenheimer erneut die Region und weilte dabei in Moroka. Anlässlich seiner Visite kündigte er ein weiteres Darlehen in Höhe von sechs Millionen Rand an, was nachfolgend Immobilienspekulationen auslöste. Es entstanden nun neue Townships, die eine klare ethnische Abgrenzung aufwiesen.
Für den gesamten Siedlungskomplex ist seit 1963 der Name Soweto (für: „South Western Townships“) offiziell bindend. Die Bezeichnung setzte sich im Verlaufe eines vierjährigen Wettbewerbs durch.

### Verkehrsprobleme um 1970
Ende der 1960er Jahre kam es im Verlaufe des täglichen Pendlerverkehrs auf Bus- und Eisenbahnstrecken zwischen den Siedlungsteilen Sowetos einerseits und andererseits dem Stadtzentrum Johannesburgs und den Industriegebieten südlich davon immer mehr zu unzumutbaren Verhältnissen. Besonders die Überfüllung der Vorortzüge in den Morgenstunden zwischen 4 und 6 Uhr und zum abendlichen Rückreiseverkehr erregte den Unmut der Sowetoer. Als die Zahl der Passagierunfälle, besonders jene mit tödlichem Ausgang, signifikant zunahmen, erreichten diese Verhältnisse überregionale politische Aufmerksamkeit.
Als am 31. Oktober 1970 ein überfüllter Nahverkehrszug von Johannesburg kommend mit hoher Fahrgeschwindigkeit in einer Station verunglückte, wurden 12 Menschen getötet und 230 in ein Krankenhaus eingeliefert. Etwas mehr als einen Monat zuvor waren 11 Menschen gestorben, als ein Güterzug in einer Station havariert war. Der Bürgermeister Johannesburgs erklärte öffentlich, dass er aufgrund der Situation ein „weiteres Sharpeville“ befürchte. Die South African Railways beauftragten wegen der Unfälle eine Untersuchungskommission, aber der Stadtrat Johannesburgs forderte den Premierminister Südafrikas auf, die Unfälle juristisch untersuchen zu lassen. Streit gab es auch, weil private Busunternehmen wegen eines Einspruchs von der National Transport Commission eine neu erbaute Straße nicht nutzen durften und weiterhin auf der von Stau betroffenen Booysens Road verkehren mussten. Über diese Lage wurde in der jährlichen (1970) Budgetrede des Ministers für Transport im südafrikanischen Parlament berichtet. Nach dem Bericht 1969–1970 des General Managers of Railways pendelten mit den Nahverkehrszügen von und nach Soweto täglich 212.750 Passagiere. Die Provinzverwaltung Transvaals begann 1970 mit einer Entwicklungsplanung für das Straßennetz in der Pretoria-Witwatersrand-Vereeniging-Region (heute Gauteng).

### Schüler- und Studentenproteste 1976
Ab dem 16. Juni 1976 erschütterten Schüler- und Studentenproteste Soweto, die sich gegen eine Direktive der Regierung richteten, in den höheren Schulklassen zur Hälfte auf Afrikaans statt auf Englisch zu unterrichten. Die gewaltsame Niederschlagung der Proteste durch die Polizei forderte über 500 Menschenleben. Soweto wurde somit zum Symbol des Kampfes gegen die Apartheid und der Soweto Day – heute Youth Day – erinnert seit 1995 als Nationalfeiertag an dieses Ereignis.

### Kommunale Verwaltungsorgane seit 1983
Nachdem Soweto zuvor administrativ in Regie der Stadt Johannesburg und anschließend vom Staat verwaltet worden war, erhielt es 1983 auf der Grundlage des Black Local Authorities Act 1982 (Act No. 102 / 1982) einen wählbaren Stadtrat (town council).

### Nach dem Ende der Apartheid
An den Aufstand von 1976 erinnern seit 2002 das Hector-Pieterson-Museum sowie das Hector-Pieterson-Mahnmal vor dem Museum in Orlando.
2002 wurde Soweto erneut Teil der Stadt Johannesburg. Das frühere Soweto wurde in zwei Verwaltungsbezirke, die Bezirke 6 und 10, aufgeteilt. Im Zuge einer Verwaltungsreform wurden die beiden Bezirke zum Bezirk D zusammengelegt.
Am 4. Februar 2011 eröffnete die Universität Johannesburg ihren neu eingerichteten und komplett sanierten Soweto-Campus.
Insgesamt sind nach 1994 in Soweto vielseitige Stadtentwicklungsvorhaben umgesetzt worden. Zu diesem Zweck gab es auch Teilpläne, die nur einzelne Siedlungsareale betrafen und betreffen.

## Bevölkerung
Auch heute leben hauptsächlich Schwarze in Soweto. Alle in Südafrika als Amtssprachen anerkannten Sprachen werden hier gesprochen. Viele Menschen aus ländlichen Gebieten kommen in den Stadtteil, um in angrenzenden „weißen“ Stadtteilen von Johannesburg und umliegender Nachbargemeinden Arbeit zu finden. Doch passende Jobs sind rar und somit entstehen innerhalb kürzester Zeit immer neue kleine Armutssiedlungen.
Soweto wird zunehmend von Touristen besucht. Viele Gebiete in Soweto, wie Dube oder die Extensions (deutsch „Erweiterungen“) wie Diepkloof Extension, werden von der schwarzen Mittelschicht bewohnt und gehören damit zu den sichersten Gebieten in Johannesburg. Informelle Siedlungen wie Kliptown hingegen werden von den Ärmsten, Zuwanderer aus ländlichen Gebieten oder aus Nachbarländern wie Mosambik oder Zimbabwe, bewohnt und gehörten, wie einige Favelas in Brasilien, zu den gefährlichsten Orten der Welt.
Viele Einwohner Sowetos haben sich in Nachbarschaften organisiert, um sich vor Kriminellen zu schützen.
In der Vilakazi Street im Ortsteil Orlando lebten die beiden Friedensnobelpreisträger Nelson Mandela und Desmond Tutu.

## Infrastruktur

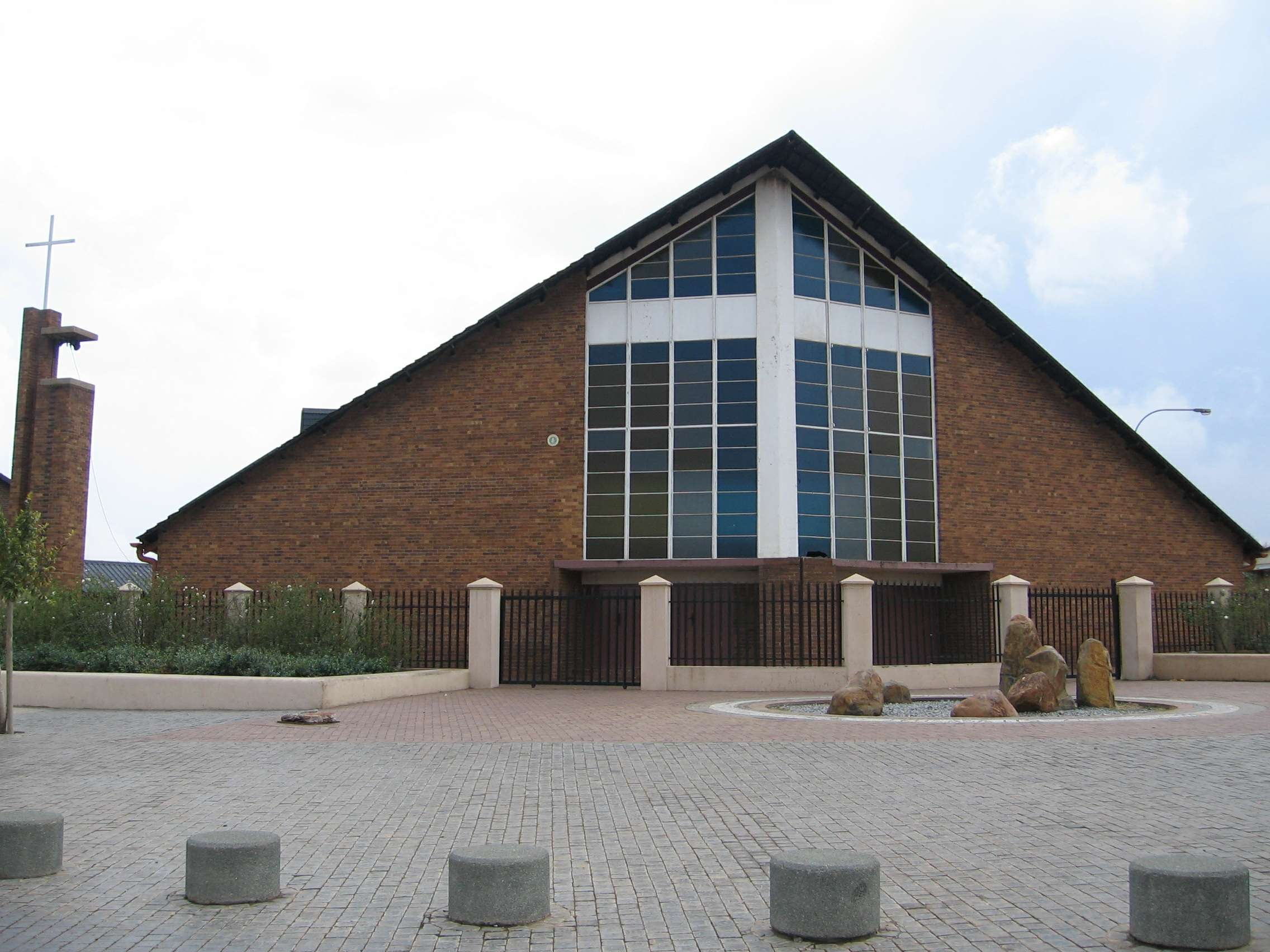
Die Kirche Regina mundi.

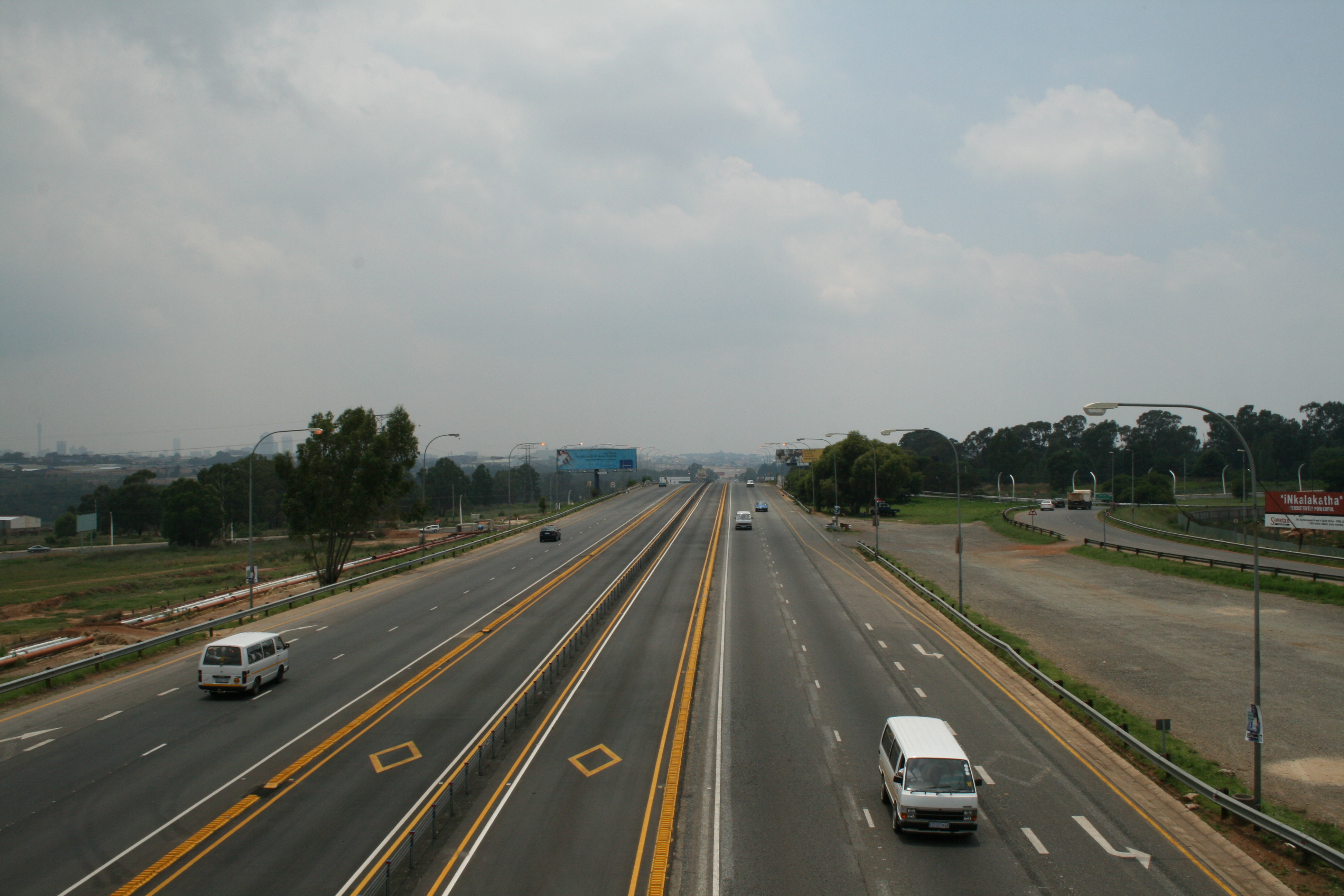
M70 (Soweto Highway) bei Soccer City

### Sozialinfrastruktur
Das Chris Hani Baragwanath Hospital in Diepkloof gilt nach unterschiedlichen Angaben als das größte Krankenhaus der Welt, der südlichen Hemisphäre bzw. Afrikas. Der Avalon Cemetery im Südwesten Sowetos ist der größte Friedhof Südafrikas und inzwischen nicht mehr aufnahmefähig.
Die in Orlando East gelegene Regina mundi ist das größte katholische Kirchenbauwerk in Südafrika. Die von hier ausgehende Gemeindearbeit besitzt für die Einwohner Sowetos einen hohen Stellenwert. Es gibt mehrere Gemeindezentren. Nelson Mandela veranlasste 1997 zur Erinnerung an und zur Ehrung des hier verankerten Engagements bei der Erlangung von Demokratie in Südafrika, dass der 30. November als Regina Mundi Day begangen werden soll.

### Verkehr
Die Nationalstraße N1 führt östlich, die N12 südlich und östlich an Soweto vorbei. Weitere Schnellstraßen, teils mehrspurig, verlaufen durch Soweto. Busse und Sammeltaxis verkehren häufig.
Züge von Metrorail Gauteng nehmen von zahlreichen Bahnhöfen Sowetos Passagiere in Richtung Johannesburg und Vereeniging auf. Über die Umsteigemöglichkeit in Johannesburg Park Station kann man mit Metrorail auch Pretoria und dessen Umland erreichen. Ein Anschluss Sowetos an das Gautrain-Nahverkehrssystem wurde diskutiert, bisher jedoch nicht umgesetzt.
Unmittelbar östlich von Soweto befindet sich das Baragwanath Airfield.

### Wasser
Die Nancefield Sewerage Farm in Pimville ist ein städtisches Denkmalobjekt. Für die moderne wasserwirtschaftliche Versorgung Sowetos stehen 1733 Kilometer Hauptwasserleitungen und 1962 Kilometer Abwasserhauptleitungen sowie 17 Wasserreservoirs zur Verfügung. Auf dem Territorium des Stadtteils existieren ferner eine Pumpenstation für Abwasser (Daveland) und eine Abwasserbehandlungsanlage (Goukoppies).

## Sehenswürdigkeiten

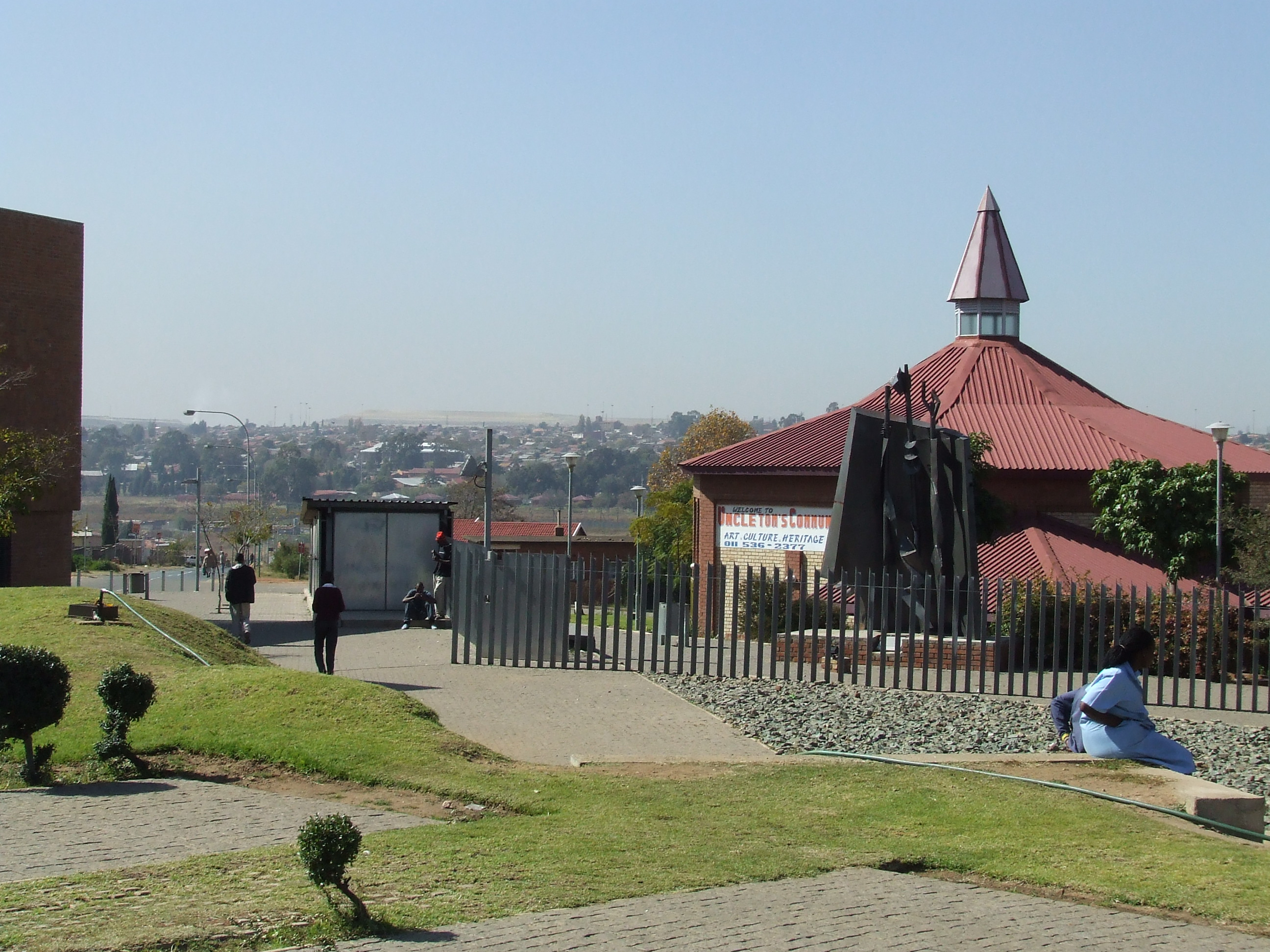
Das Hector Pieterson Memorial and Museum

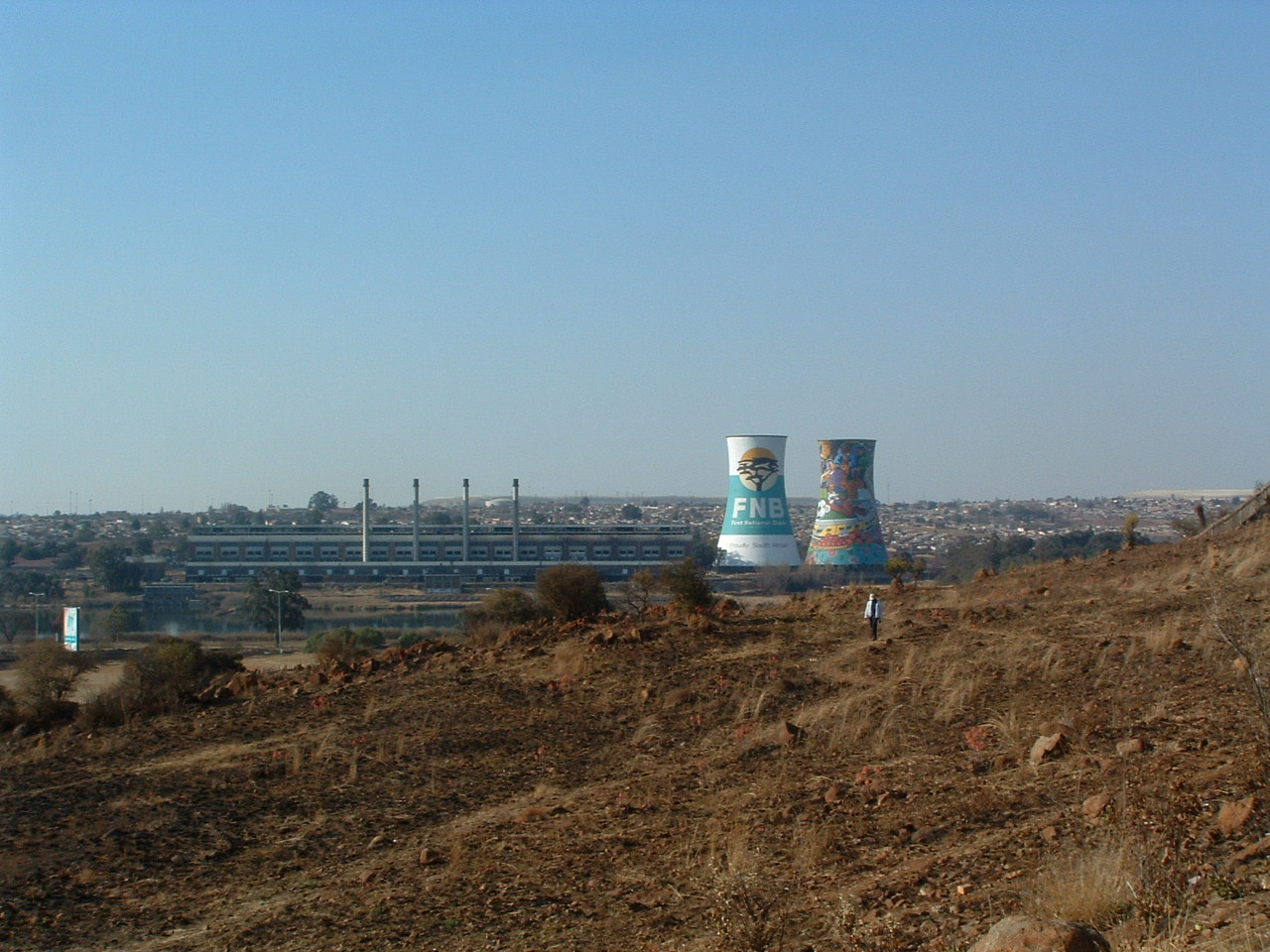
Das ehemalige Kraftwerk in Orlando

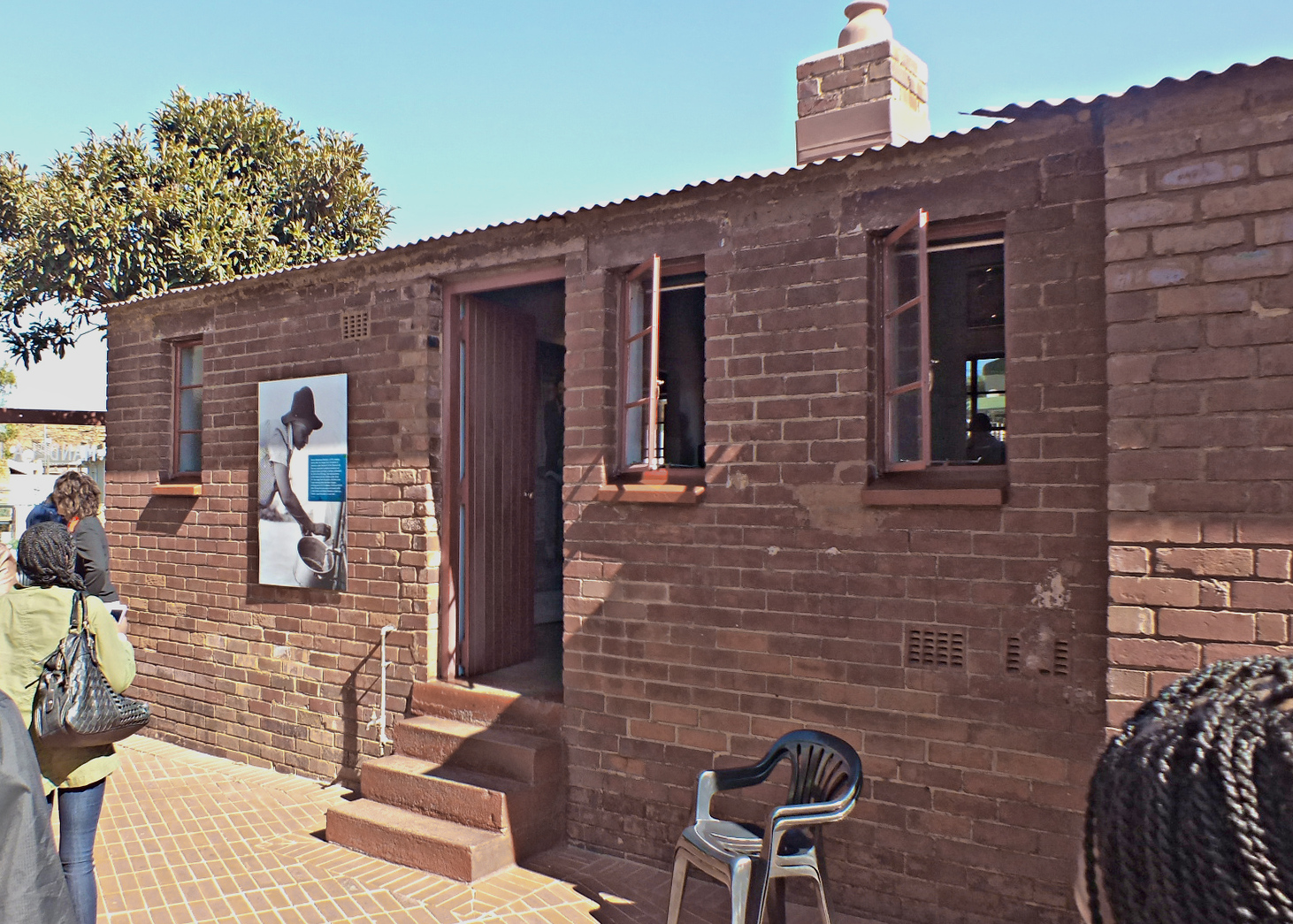
Das ehemalige Wohnhaus von Nelson Mandela

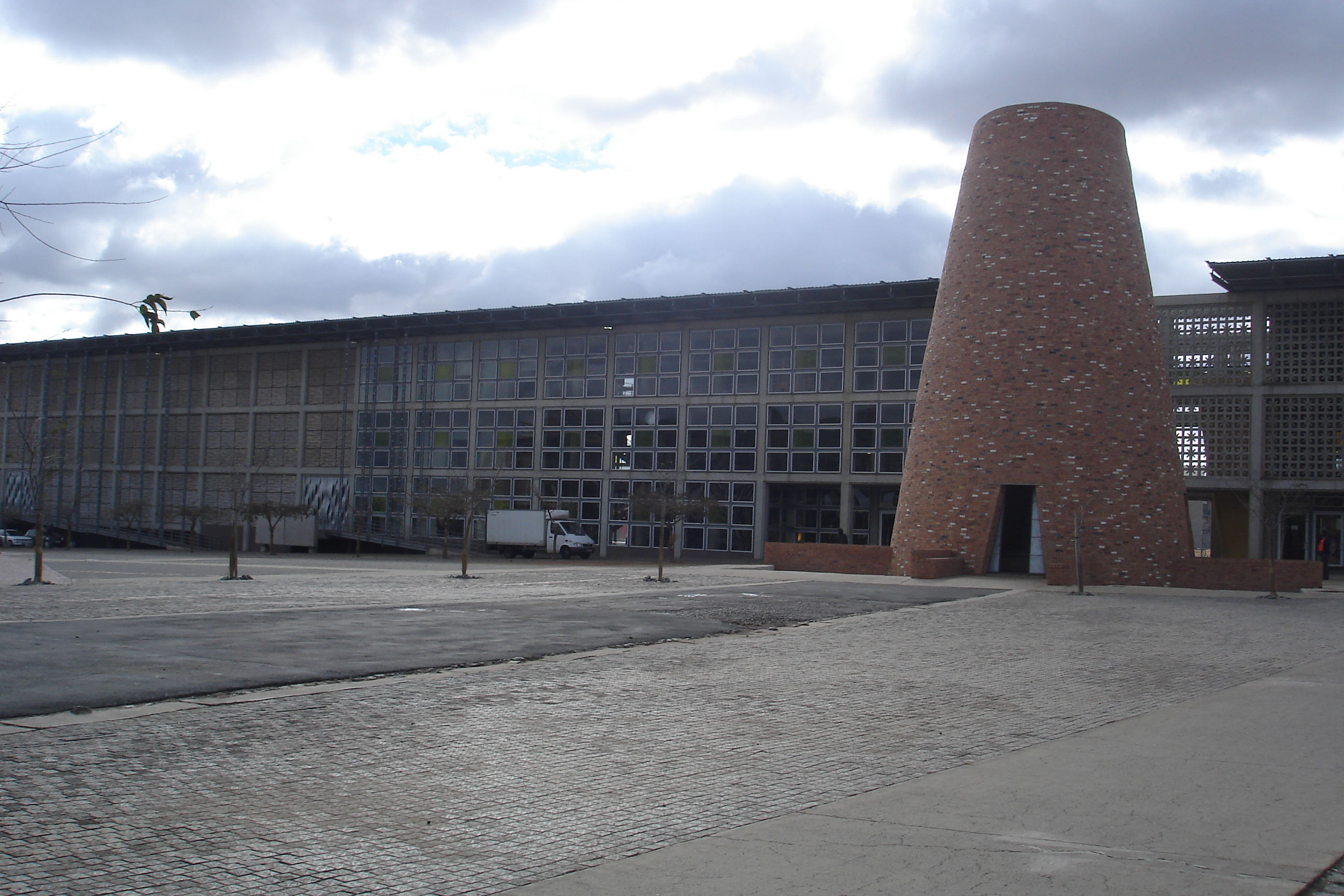
Blick auf einen Teilbereich des Walter Sisulu Square

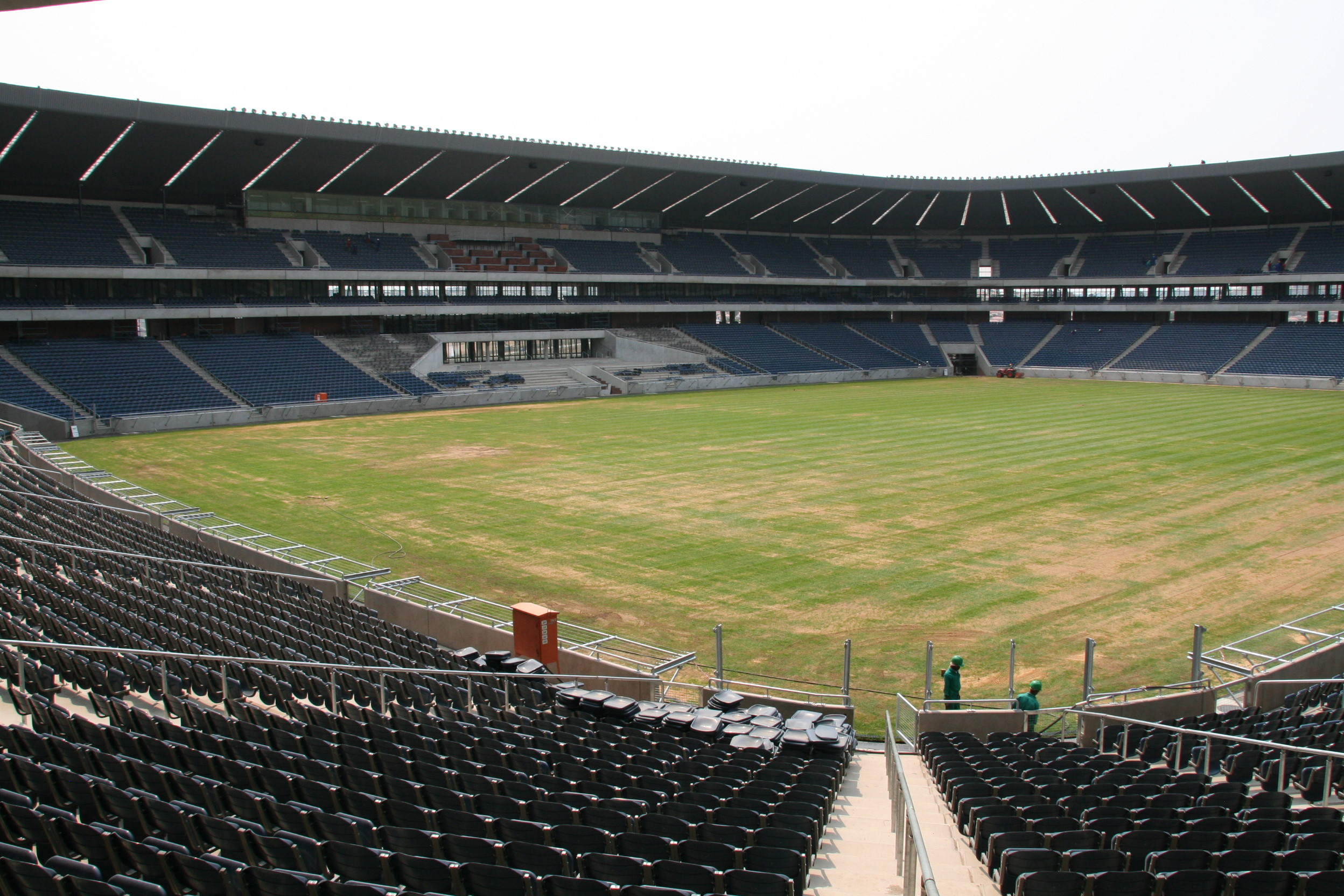
Das Orlando Stadium

- Der Thokoza-Park in Rockville (Ntuli Street zur Ecke Chris Hani Road) ist ein etwa 4,5 Hektar großes Grünflächenareal mit Wasserflächen und dem Moroka-Damm, das für die Naherholung genutzt wird.[25]

- Das Mandela-Haus-Museum (Soweto and the Mandela House museum) in Orlando West (Vilakazi Street, Ecke zur Ngakane Street) informiert über die Familie Nelson Mandelas und andere Persönlichkeiten der Antiapartheidsbewegung. Das im Museumsgelände eingebundene frühere Wohnhaus von Mandela, der hier ab 1946 lebte, wurde 1945 in Form eines standardisierten Architektenentwurfs durch die Stadt Johannesburg errichtet.[26][27]

- Die katholische Kirche Regina mundi in Rockville (Khumalo Street) wurde 1961 erbaut und am 24. Juli 1962 eröffnet. Sie war während der Apartheid ein Zentrum der Oppositionsbewegung, Gottesdienste oder Begräbniszeremonien verwandelten sich oft eine politische Manifestation. Nach dieser Periode diente das Bauwerk neben seiner eigentlichen Zweckbestimmung als Sitzungsort der Wahrheits- und Versöhnungskommission. Im umliegenden Gartengelände befindet sich ein Gedenkstein japanischer Christen in Gedenken an die Opfer des Soweto-Aufstandes von 1976.[28][29][30]

- Das Hector Pieterson Memorial and Museum in Orlando West (Khumalo Street) ist eine Gedenkstätte für die Opfer und Ereignisse während des Soweto-Aufstandes 1976.[31]

- Die Morris Isaacson High School in Jabavu (Mputhi Street) steht symbolisch für die zentralen Punkte der Schülerproteste in Soweto vom 16. Juni 1976. Die Schule entstand 1956 als Mohloding School und bot damals 300 Schülern Unterrichtsmöglichkeiten. Später benannte man sie zu Ehren von Morris Isaacson, einem jüdischen Emigranten aus Litauen, der als erfolgreicher Händler in Johannesburg einen Fond stiftete, um schwarzen Studenten eine abgeschlossene Ausbildung auf Hochschulniveau zu gewährleisten.
- Der June 16 Memorial Acre ist eine 2015 eröffnete Gedenkstätte zum Gedenken an den Aufstand in Soweto vom 16. Juni 1976. Teil der Gedenkstätte ist eine Statue von Tsietsi Mashinini, Schülerführer der Morris Isaacson High School. Die Gedenkstätte befindet sich gegenüber der Morris Isaacson High School in der Jabavu (Mputhi Street).[32]

- Der Walter Sisulu Square ist eine Gedenk- und Informationseinrichtung in Kliptown (Klipspruit Valley Road, Ecke zur Union Road). Hier befinden sich ein Open-Air-Museum, eine Erinnerungsstätte an die Freiheitscharta mit den 10 Pillars (10 Stelen) als Gruppensymbol für die 10 Artikel der Charta, eine Multifunktionshalle sowie das Soweto Hotel von Holiday Inn.[33]

- Die Oppenheimer Gardens sind eine Parkanlage in Western Jabavu bzw. Jabulani (Majoeng Street, Ecke zur Ntsane Street) und bilden zusammen mit dem Credo Mutwa Cultural Village und dem 1957 erbauten Oppenheimer Tower (Oppenheimer-Turm) ein von der Stadt Johannesburg verwaltetes Kulturdenkmal. Bäume und Skulpturen prägen die kleine Parkanlage. Sie wurde zu Ehren von Ernest Oppenheimer angelegt, der mit großen Darlehen mit dazu beitrug, dass hier feste Wohnhäuser entstanden. Mit dem Credo Mutwa Cultural Village verfügt das Areal über ein Freilichtmuseum für afrikanische Plastiken. Im Gartenareal befinden sich regionale Heilpflanzen, Aloearten, Cabbage-Bäume, wilde Olivenbäume, Korallenbäume sowie die Kap-Bleiwurz und Senecio tamoides.[34][35]

- Das Gerard Sekoto House in Kliptown (Beacon Road) ist ein kommunales Denkmal. Es erinnert an den Maler Gerard Sekoto, der als junger Künstler in Sophiatown lebte. Die Johannesburg Art Gallery ehrt ihn mit einem jährlichen Gerard Sekoto Youth Festival.[36][37]

- Im Südwesten Sowetos befindet sich der 1972 eröffnete Avalon-Friedhof (Avalon Cemetery), auf dem bekannte Antiapartheidsaktivisten beigesetzt wurden. Er liegt im Stadtteil Soweto-Chiawelo (Tshabuse Street). An seinem südlichen Rand steht das Lenasia Crematorium.[38][39]

- Das ehemalige Kohlekraftwerk von Orlando (Orlando Power Station) in Klipspruit (Klipspruit 318-Iq), mit dessen Errichtung 1935 begonnen wurde, wurde 1998 stillgelegt und ab 2006 in Teilen für eine kommerzielle Nutzung umgebaut. Das Areal ist regional als Freizeitbereich weit bekannt. Im Jahre 2014 ereignete sich hier ein Zusammenbruch von Gebäuden, wobei Menschen zu Schaden kamen. Weithin sichtbar sind die beiden ehemaligen Kühltürme.[40]

- Die Heimspielstätte des Fußballklubs Orlando Pirates ist das Orlando Stadium in Orlando East (Mooki Street), ein heute modern ausgestattetes Stadion. Sein Vorläuferbau wurde 1959 erbaut und später durch Vandalismen erheblich beschädigt.[41]

- Im Soccer City in Nasrec (Soccer City Avenue) unmittelbar nördlich von Soweto spielen die Kaizer Chiefs, ein weiterer überregional bekannter Fußballklub Südafrikas.[42]

Im tourismuswirtschaftlichen Sektor gibt es mehrere Unternehmen, die thematische Führungen durch Soweto anbieten. Dazu gehört eine für Fahrradtouristen konzipierte Tour durch das urbane Gebiet.

## Künstler in Soweto
Zahlreiche Künstler leben oder lebten in Soweto, darunter die Musiker Yvonne Chaka Chaka, Brenda Fassie, Sipho Mabuse, Sibongile Khumalo und Vusi Khumalo. Soweto gilt als Geburtsstätte der Kwaito-Musik, die unter anderem von Arthur Mafokate, Mandoza und Bonginkosi Dlamini, nach seinem Wohnort „Zola“ genannt, gespielt wird. Bei der Soweto Art and Craft Fair im Soweto Theatre in Jabulani werden Werke von Künstlern und Kunsthandwerkern aus Soweto verkauft.
Um 1990 gründete Matlhaela Masote das Soweto Youth Orchestra, aus dem später das Soweto Symphony Orchestra wurde. Das Soweto String Quartet wurde von Mitgliedern des Orchesters gegründet. Es spielt klassische Musik, greift aber auch traditionelle afrikanische Musik und Popmusik auf. Der 2002 gegründete Soweto Gospel Choir ist über die Grenzen Südafrikas hinaus bekannt.
Der Künstler John Koenakeefe Mohl lebte ab den späten 1950er Jahren bis zu seinem Tod 1985 in Soweto. Er malte und gab Unterricht in Klavier, Malerei, Plastik und in floristischen Arbeiten. Mohl war als Lehrer an der Madibane High School und der Orlando High School tätig.
Zu den bekanntesten Kunstwerken in Soweto zählt das Bild Madonna and Child in Soweto in der Regina Mundi Church, das Lawrence Scully in den 1970er Jahren schuf. Beide sind schwarz; das Kind hält eine Hand als Siegeszeichen.

## Medien
In Johannesburg erscheint seit 1981 die Tageszeitung The Sowetan (deutsch etwa „Der Sowetoer“) mit einer Auflage von knapp 100.000. Soweto TV ist ein lokaler Fernsehsender, der in der Provinz Gauteng frei empfangen werden kann. Seine Zentrale liegt in der Vilakazi Street in Orlando.

## Sport
Soweto ist die Heimat der Fußball-Erstligaclubs Orlando Pirates, Kaizer Chiefs und Moroka Swallows. Im nahe Soweto gelegenen Soccer City, Afrikas größtem Stadion, fanden mehrere Spiele der Fußball-Weltmeisterschaft 2010 statt, darunter das Endspiel.
Das Soweto Equestrian Centre wurde 2007 von dem südafrikanischen Springreiter Enos Mafokate gegründet. Es verfolgt das Ziel, das Leben der Wagenpferde in Soweto zu verbessern, Menschen mit geringem Einkommen das Reiten und Voltigieren zu ermöglichen.

## Söhne und Töchter der Stadt
- Letta Mbulu (* 1942), Sängerin
- Kaizer Motaung (* 1944), Gründer und Vorsitzender des Fußballvereins Kaizer Chiefs
- Enos Mafokate, (* 1946), Springreiter
- Thokozile Masipa (* 1947), Juristin
- Sipho Mabuse (* 1951), Musiker
- Cyril Ramaphosa (* 1952), Anwalt, Gewerkschaftsführer und Staatspräsident
- Tokyo Sexwale (* 1953), Anti-Apartheid-Aktivist und Politiker
- Manala Manzini (* 1955), Chef des südafrikanischen Geheimdienstes
- Santu Mofokeng (1956–2020), Fotograf
- Sibongile Khumalo (1957–2021), Sängerin
- Tsietsi Mashinini (1957–1990), Anführer im Aufstand von Soweto
- Vusi Khumalo (* 1960er Jahre), Jazzmusiker
- Hector Pieterson (1963–1976), Apartheidsopfer und Symbolfigur
- Lebo M (* 1964), Komponist
- Makoma Lekalakala (* 1964), Umweltaktivistin
- Yvonne Chaka Chaka (* 1965), Popsängerin
- Pule Pheto (* 1966), Jazz- und Improvisationsmusiker, Musikproduzent
- Dingaan Thobela (1966–2024), Boxer
- Doctor Khumalo (* 1967), Fußballspieler
- John Moeti (1967–2023), Fußballspieler
- Lucas Radebe (* 1969), Fußballspieler
- Watu Kobese (* 1973), Schachspieler
- Jacob Lekgetho (1974–2008), Fußballspieler
- Cyril Nzama (* 1974), Fußballspieler
- Mandoza (1978–2016), Kwaito-Musiker
- Thapelo Amad (* um 1982), Politiker
- Gift Mpho Leremi (1984–2007), Fußballspieler
- Siphiwe Tshabalala (* 1984), Fußballspieler
- Dada Masilo (1985–2024), Choreografin und Tänzerin
- Thulani Serero (* 1990), Fußballspieler